# Sílfide

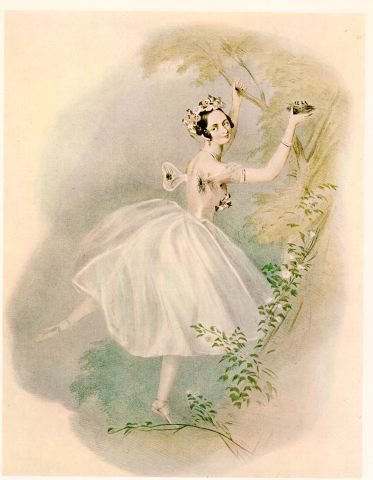
Aquarel·la amb Marie Taglioni com a sílfide, al segle XIX

Una sílfide és una criatura femenina imaginària que habita l'aire dels boscs i els camps. Pertany a la mitologia europea, especialment a la germànica i l'escandinava. Es va donar a conèixer al món sobretot amb el ballet La Sílfide, de 1832, que donava una imatge idealitzada i romàntica d'aquest ésser, que com a geni de l'aire havia de ser molt eteri. Les criatures masculines equivalents són els silfs.
Els silfs i les sílfides, al Renaixement, eren criatures màgiques que l'alquimista Paracels havia esmentat com a pertanyents a l'aire, un del que ell anomenava "els quatre elements" (terra, foc, aire i aigua). Al segle xvii, a El Paradís perdut de John Milton apareixen unes sílfides tan aèries que quan es posen entre unes tisores no poden evitar que aquestes tallin els cabells de Belinda. Al segle xix, el ballet La Sílfide la presenta com un ésser volador femení, eteri, gràcil i de gran bellesa, una mica bitxo però sobretot de blanc i representant l'amor impossible d'atrapar. En aquesta època, al romanticisme, és un element sovint representat com una fina columna de vapor o de fum blanc, gairebé imperceptible o fins i tot transparent, en forma d'una noia de gran bellesa, inspiradora i que provoca un enamorament passional, que encarna la llibertat i defuig que hom se li acosti. A la dansa clàssica no només reapareixerà a Les Sílfides (1909) sinó que la imatge aconseguida a La Sílfide es mantindrà, amb poques variacions, a un bon nombre d'espectacles i esdevindrà la típica de la ballarina clàssica que ens ha arribat als nostres dies.
Però les sílfides no han estat vistes sempre així. En la cultura popular medieval eren vistes com a gegants que muntaven els núvols més grans i pesats i es desplaçaven amb ells batent unes monstruoses ales de foc vermelles. Hom deia que, de vegades, a l'horitzó, es podia veure el cel taronja o vermellós entre els núvols després d'una pluja, i que en realitat eren aquestes enormes criatures vistes de lluny. També es pensava que si un bon nombre de sílfides es reunia i feia batre les ales, podien provocar grans huracans.

## Altres éssers similars
- Fada, a la mitologia catalana i europea en general.
- Nimfa, a la mitologia grega.
- Ondina (fada de l'aigua) i salamandra (fada del foc), descrites també per Paracels.